# John La Montaine
John Maynard La Montaine anche solo LaMontaine (Oak Park, 17 marzo 1920 – Los Angeles, 29 aprile 2013) è stato un compositore e pianista statunitense che ha vinto il Premio Pulitzer 1959 per la musica per il suo Concerto per pianoforte n. 1 "In Time of War" (1958), che fu eseguito per la prima volta da Jorge Bolet.

## Biografia
Studiò con Howard Hanson, Bernard Rogers e Nadia Boulanger. Le sue opere sono state eseguite da Leontyne Price, Jessye Norman, Adele Addison, Donald Graham, Eleanor Steber e Jorge Bolet.
In onore della celebrazione del Bicentenario americano, nel 1976, venne incaricato di creare un'opera corale per il Penn State Institute for Arts and Humanistic Studies. L'opera, intitolata Be Glad Then America, fu eseguita dagli University Choirs, sotto la direzione di Sarah Caldwell. La cantante folk Odetta cantò nel ruolo di Musa per l'America.
La Montaine visse a Hollywood, Los Angeles, California. La sua casa editrice, Fredonia Press, prende il nome dalla strada in cui viveva. Il suo socio in affari era il compositore e pianista Paul J. Sifler (1911–2001).

## Opere selezionate

### Opera
- Novellis, Novellis, opera per narratore, solisti, coro e orchestra, op. 31 (1961); libretto adattato dal compositore dalla Bibbia, 2 commedie miracolose medievali e la liturgia latina
- The Shefardes Playe, un'opera per Natale, op. 38 (1967); libretto adattato dal compositore da 4 commedie medievali del Corpus Domini; trasmessa in televisione nel 1968
- Erode the Greate, opera teatrale in 2 atti, op. 40 (1969); libretto adattato dal compositore dalla Bibbia, dai miracoli medievali e dalla liturgia latina
- Be Glad Then, America, a Decent Entertainment from the Thirteen Colonies, op. 43 (1974-1975); libretto del compositore da fonti storiche

### Orchestrali
- Canons, op. 10a (1965); versione originale per pianoforte solo
- Recitativo, aria e finale per orchestra d'archi op. 16a (1965)
- Jubilant Overture, op. 20 (1959)
- Colloquy per orchestra d'archi, op. 21 (1965)
- Passacaglia e fuga per orchestra d'archi, op. 21a
- Sinfonia n. 1, op. 28 (1957)
- Let My Beloved Come into His Garden, interludio da The Song of Songs, op. 29a (1965); tratto dal ciclo di canzoni Fragments from the Song of Songs, op. 29
- From Sea to Shining Sea, ouverture, op. 30 (1961)
- A Summer's Day, un sonetto per orchestra da camera, op. 32 (1962); da un sonetto di William Shakespeare; arrangiato anche per pianoforte
- Canticle, op. 33 (1965)
- Nightwings (1966)
- Five Sonnets after Shakespeare (1974); originale per voce e pianoforte
- Incantation per complesso jazz, op. 39 (1968)
- Lexington Green, marcia "Basata su una melodia di William Billings (1746-1800)" per banda o orchestra (1974)
- Be Glad Then, America, overture: an Early American Sampler, op. 43 (1975); ouverture all'opera
- Concerto per orchestra d'archi, op. 51 (1981); basato sul Quartetto d'archi op. 16 (1965)

### Concertante
- Concerto n. 1 In Time of War per pianoforte e orchestra, op. 9 (1958)
- Ode per oboe e orchestra, op. 11 (1952)
- Birds Of Paradise: On the Infinite Efflorescence of Living Things per pianoforte e orchestra, op. 34 (1964)
- Concerto per flauto e orchestra, op. 48 (1980)
- Symphonic Variations per pianoforte e orchestra, op. 50 (1982)
- Concerto n. 2 Transformations per pianoforte e orchestra, op. 55 (1987)
- Concerto n. 3 Children's Games per pianoforte e orchestra (1985)
- Concerto n. 4 per pianoforte e orchestra, op. 59 (1989)

### Musica da camera e strumentale
- Sonata per violoncello e pianoforte, op. 8 (1950)
- Quartetto d'archi, op. 16 (1965)
- Sonata per flauto solo, op. 24 (1957)
- Quartetto per fiati per flauto, oboe, clarinetto e fagotto, op. 24a (1969); materiale melodico basato sulla Sonata per flauto solo op. 24
- Conversations per clarinetto (o viola, o violino, o flauto, o trombone, o marimba) e pianoforte, op. 42 (1977)
- Scherzo per 4 tromboni (1977)
- 12 Studi per 2 flauti, op. 46 (1979)
- Canonic Variations per flauto e clarinetto, op. 47 (1980)
- 2 Scenes from the Song of Solomon per flauto e pianoforte, op. 49 (1978) ovvero flauto e 2 violini, viola, violoncello, contrabbasso, pianoforte e percussioni (1980); tratto dal ciclo di canzoni Fragments from the Song of Songs, op. 29
  1. Come into My Garden, Interludio
  2. My Beloved, Let Us Go Forth
- Sonata per ottavino e pianoforte, op. 61 (1993)

### Organo
- Even Song (1962)
- Processional (1964)
- Of That Hallowed Season, op. 57 (1954, 1987); tratto dai Songs of the Nativity, op. 13

### Pianoforte
- Toccata, op. 1 (1957)
- Sonata, op. 3 (1950)
- A Child's Picture Book, op. 7 (1957)
- Birds (1957)
- Questioning (1957); adattato dalla Sonata per flauto solo
- Sparklers (1957)
- Venice West, Blues (1962)
- 12 Relationships, un insieme di canoni, op. 10 (1965); anche orchestrato
- Fuguing Set, op. 14 (1965)
- 6 Dance Preludes, op. 18 (1964)
- Sonata per pianoforte a 4 mani, op. 25 (1965)
- Copycats, canoni in posizione delle 5 dita per il giovane pianista, op. 26 (1957)
- A Summer's Day, op. 32a (1962); da un sonetto di William Shakespeare; versione originale per orchestra da camera
- Jugoslav Dance (1974)
- Sketches per 2 pianoforti, op. 56 (1985)
- ariations: Patriotic Thoughts and Much Loved Hymns, op. 67 (2005)

### Vocali
- 4 Songs per voce acuta, pianoforte e violino o flauto, op. 2 (1950); parole di Johann Wolfgang von Goethe, Ross Rosazza, William Wordsworth e anonimo
- Invocation per voce media e pianoforte, op. 4 (1950); parole del compositore
- Songs of the Rose of Sharon, Ciclo di canti per soprano e orchestra, op. 6 (1947); parole basate sul capitolo due del Cantico dei Cantici
- Birds' Courting Song, American Folk Song per voce media e pianoforte (1954)
- A Child's Prayer, Canzone per voce media e pianoforte (1956); parole tradizionali
- 5 [6] Sonets of Shakespeare per voce e pianoforte, op. 12 (1957); parole di William Shakespeare
- Songs of the Nativity, un Ciclo di Canti di Natale per voce media con organo e campane facoltative, op. 13a (1954, 1963)
- 3 Poems of Holly Beye per voce media e pianoforte, op. 15 (1954); parole di Holly Beye
- Fragments from the Song of Songs, Ciclo dei Cantici per soprano e orchestra, op. 29 (1959)
- Stopping by Woods on a Snowy Evening per voce e pianoforte (1963); parole di Robert Frost
- The Lord Is My Shepherd, Salmo 23 per voce con corno inglese, arpa e orchestra d'archi, op. 36 n. 2 (1968)
- Wilderness Journal, Symphony [n. 2] per basso-baritono, organo e orchestra, op. 41 (1970-1971); basato su testi tratti dai saggi e dai diari di Henry David Thoreau
- Prayer for Evening per voce media e organo (1973); parole dal Libro Episcopale della Preghiera Comune
- 3 English Folk Songs per voce e pianoforte (1974)
- Black Is the Colour of My True Love's Hair per voce media e pianoforte (2000)

### Corali
- Songs of the Nativity,, inno di Natale per coro misto a cappella, op. 13 (1954)
- Sanctuary, Cantata corta per baritono, coro misto e organo, op. 17 (1956); parole di Theodore S. Ross e Charles Atwood Campbell
- Merry Let Us Part e Merry Meet Again per coro misto e pianoforte (1958)
- Nonsense Songs da Mother Goose per coro misto e pianoforte, op. 19
- God of Grace e God of Glory, breve cantata basata sulla melodia gallese "Cwm Rhondda" per coro all'unisono, coro di bambini, coro misto e organo, op. 22 (1974); parole di Harry Emerson Fosdick
- Wonder Tidings, Ciclo di canti natalizi basati su testi delle isole britanniche dal XV al XVII secolo per soprano, contralto, tenore, baritono, coro misto, arpa (o pianoforte), percussioni e organo opzionale, op. 23 (1964)
- Te Deum per voce recitante, coro misto e orchestra di fiati, op. 35 (1963-1964)
- The Earth Is the Lord's, Salmo 24 per coro misto e orchestra d'archi, op. 36 n. 1 (1968)
- Missa naturae per voce recitante, coro misto e orchestra, op. 37 (1966)
- Freedom Proclamation, inno per soli, coro misto, organo, campanella in Sol e chitarra opzionale (1975)
- The Nine Lessons of Christmas per soli, coro misto, arpa e piccole percussioni, op. 44 (1975)
- The Whittier Service, 9 inni su testi di John Greenleaf Whittier per coro, chitarra e organo, op. 45 (1979)
- The Lessons of Advent per soli, voce narrante, doppio coro, coro di campane, tromba, batteria, arpa, oboe, chitarra e organo, op. 52 (1983)
- The Marshes of Glynnper basso, coro e orchestra, op. 53 (1984); parole di Sidney Lanier
- We Can Get Along per coro di bambini (voci acute) e pianoforte (2003); parole di Azell Taylor
- Holiday Greeting per coro misto